# Isländische Fußballmeisterschaft 1960
Die isländische Fußballmeisterschaft 1960 war die 49. Spielzeit der höchsten isländischen Fußballliga.
Der Titel ging zum insgesamt sechsten Mal an ÍA Akranes. Keflavík ÍF musste als letztplatzierte Mannschaft absteigen und wurde in der nächsten Saison durch ÍB Hafnarfjörður ersetzt.

## Abschlusstabelle
| Pl. | Verein           | Sp. | S | U | N | Tore    | Quote | Punkte |
| --- | ---------------- | --- | - | - | - | ------- | ----- | ------ |
| 1.  | ÍA Akranes       | 10  | 6 | 3 | 1 | 032:150 | 2,13  | 15:50  |
| 2.  | KR Reykjavík (M) | 10  | 6 | 1 | 3 | 041:150 | 2,73  | 13:70  |
| 3.  | Fram Reykjavík   | 10  | 4 | 3 | 3 | 021:240 | 0,88  | 11:90  |
| 4.  | Valur Reykjavík  | 10  | 3 | 4 | 3 | 014:250 | 0,56  | 10:10  |
| 5.  | ÍBA Akureyri (N) | 10  | 3 | 0 | 7 | 024:350 | 0,69  | 06:14  |
| 6.  | ÍB Keflavík      | 10  | 2 | 1 | 7 | 014:320 | 0,44  | 05:15  |

| (M) | amtierender isländischer Meister |
| (N) | Neuaufsteiger                    |

### Kreuztabelle
Die Kreuztabelle stellt die Ergebnisse aller Spiele dieser Saison dar. Die Heimmannschaft ist in der ersten Spalte aufgelistet, die Gastmannschaft in der obersten Reihe. Die Ergebnisse sind immer aus Sicht der Heimmannschaft angegeben.
| 1960            | Fram Reykjavík | ÍBA Akureyri | ÍA Akranes | ÍB Keflavík | KR Reykjavík |     |
| Fram Reykjavík  |                | 3:2          | 3:3        | 2:4         | 3:2          | 2:2 |
| ÍBA Akureyri    | 6:3            |              | 1:3        | 3:1         | 2:5          | 2:3 |
| ÍA Akranes      | 5:1            | 7:1          |            | 3:0         | 3:5          | 1:1 |
| ÍB Keflavík     | 0:2            | 5:2          | 1:4        |             | 0:5          | 0:1 |
| KR Reykjavík    | 0:0            | 3:5          | 0:1        | 8:1         |              | 6:0 |
| Valur Reykjavík | 1:2            | 2:1          | 2:2        | 2:2         | 0:7          |     |